# Перияр И. В. Рамасами
Ироду Венката Рамасами (там. ஈரோடு வேங்கடசாமி இராமசாமி நாயக்கர், более известный под прозвищем Перияр (там. பெரியார் — «старший»), 17 сентября 1879 — 24 декабря 1973) — индийский политик и общественный деятель, участник национально-освободительной борьбы. Перияр был одним из идеологов тамильского национального движения, выступал за объединение дравидских народов и создание независимого государства Дравидистан. Деятельность Перияра привела к существенному изменению положения низкокастовых групп в Южной Индии.

## Детство и юношество
Ироду Венката Рамасами Найкер родился в 1879 году в городе Ироду. Его отец Венката Найер был крупным бизнесменом. До 12 лет Перияр посещал школу в родном городе, после этого стал помогать отцу в торговых делах. С ранней юности Перияр проявлял интерес к религии, слушал проповеди вишнуитских гуру, но позднее он начал находить противоречия в индусском вероучении, а после паломничества в Варанаси, где он как не-брахман не был допущен в храмы, Перияр и вовсе разочаровался в религии.

## Участие в освободительном движении
В 1919 году Перияр вступил в Индийский национальный конгресс, возглавив отделение партии в родном городе. Он активно принимал участие в организованной Ганди первой кампании гражданского неповиновения, пропагандируя бойкот иностранных товаров, ручное прядение и борьбу с неприкасаемостью. В ходе кампании неповиновения он несколько раз арестовывался британскими властями. В 1922 году Перияр был избран президентом провинциального комитета ИНК в Мадрасе. Однако уже в 1925 году он вышел из партии из-за разногласий по поводу методов борьбы за права низших каст. В 1924 году Перияр организует собственную сатьяграху против дискриминации неприкасаемых в княжестве Траванкор.

## Движение самоуважения и Партия справедливости
В середине 1920-х годов Перияр отходит от конгрессистско-гандистской идеологии и становится основным пропагандистом идеи дравидской идентичности. В 1925 году он основал собственную политическую организацию — «Движение самоуважения» (Self-Respect Movement). Перияр выступал в защиту низкокастовых групп населения, находившихся в подчинённом положении по отношению к брахманской верхушке — пришельцам с севера. Он резко критиковал индусскую религию и традиции, особенно же нормы «Законов Ману». В начале тридцатых годов Перияр предпринимает усилия по объединению тамильских общин на Цейлоне и в Юго-Восточной Азии, посещает США и Европу (в том числе СССР). В 1937 году к власти во многих провинциях Британской Индии пришли избранные конгрессистские правительства. Основанная Перияром Партия Справедливости критиковала региональное конгрессистское правительство Ч. Раджгопалчарии с позиций крайнего тамильского национализма, выступала против использования языка хинди в качестве официального.

## В независимой Индии
В 1944 году Перияр основал партию Дравидар Кажагам («Ассоциация дравидов») — основным пунктом программы этой организации было создание на юге Индии независимого государства Дравидистан. В конце 40-х гг. тамильские националисты развернули широкую кампанию против попыток правительства Неру сделать хинди единственным официальным языком. В 1949 году в Дравидар Кажагам произошёл раскол — из неё вышел соратник Перияра Аннадураи, основавший партию Дравида муннетра кажагам (Ассоциация дравидского прогресса). Аннадураи выступал с более умеренных позиций и готов был признать власть центрального правительства Индийского Союза в обмен на расширение автономии штатов. Оставаясь признанным лидером тамильских националистов, Перияр с начала 50-х гг. не принимал активного участия в политике, посвятив себя борьбе против кастовой системы. В 1967 году, за семь лет до его смерти, националистическая ДМК впервые победила Конгресс на выборах и сформировала правительство в штате Тамилнаду.